# Подгорный, Игорь Максимович
Игорь Максимович Подгорный (11 мая 1925 года, Краснодар — 4 октября 2018) — советский физик, лауреат Ленинской премии (1958).
Родился и учился в школе в Краснодаре. После начала Великой Отечественной войны был призван в армию. В 1941—1944 годах находился в плену в Румынии. Бежав из плена, участвовал в боях на 2-м Белорусском фронте. Был дважды ранен и в 1945 году демобилизовался по состоянию здоровья. 
В 1952 году окончил Харьковский университет. Был направлен на работу в Москву в Институт атомной энергии. Одновременно с 1954 по 1970 год преподавал в МГУ, где организовал практикум и позже читал лекции по атомной физике, физике термоядерной плазмы и диагностике плазмы. Внес вклад в исследование магнитосферы Земли, солнечного ветра, кинематики плазменных образований и пр.
Кандидат физико-математических наук (1955). Доктор физико-математических наук (1974). Профессор по специальности «экспериментальная физика» (1990).

## Награды
- Награждён орденами Славы III ст. (1945), Отечественной войны I ст. (1985) и медалями.
- Лауреат Ленинской премии 1958 года за исследования мощных импульсных разрядов в газе для получения высокотемпературной плазмы (в составе авторского коллектива).

## Сочинения
Основные труды: «Лекции по диагностике плазмы» (1968), «Эксперименты с искусственным солнечным ветром» (соавт., 1970).